# Sobre l'administració de l'imperi

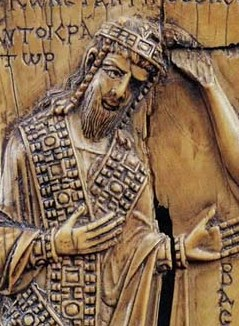
Imatge de Constantí VII Porfirogènit

Sobre l'administració de l'imperi (llatí: De administrando imperio; grec: Προς τον ίδιον υιόν Ρωμανόν, Pros ton ídion ion Romanon és un llibre que va escriure Constantí VII Porfirogènit per assessorar el seu fill i successor en política. L'obra es divideix en quatre parts: la primera inclou consells sobre la situació de conflicte amb els escites, l'amenaça més important per a l'Imperi Romà d'Orient en el seu temps; la segona conté sentències generals sobre la diplomàcia; la tercera destaca el caràcter plurinacional de l'imperi amb descripcions de cada poble i l'última resumeix fets històrics de la regió amb una precisió notable.
La redacció del llibre es va dur a terme en diferents èpoques entre el 948 i el 952 en grec medieval. Se'n conserven diferents manuscrits amb força coherència interna i un alt grau de completesa.
Destaca l'aproximació etnogràfica a diferents pobles, com ara els sarraïns, els llombards, els vènets, els serbis, els croats, els magiars, els turcs, els armenis, els georgians, els pobladors de la Rus de Kíev i els petxenegs.